# Bohdan Kendelewicz
Bohdan Kendelewicz (ur. 3 marca 1943 w Warszawie, zm. 19 czerwca 2012 tamże) – polski gitarzysta, gitarzysta basowy, kompozytor. Pionier muzyki rock and rollowej w Polsce.

## Życiorys

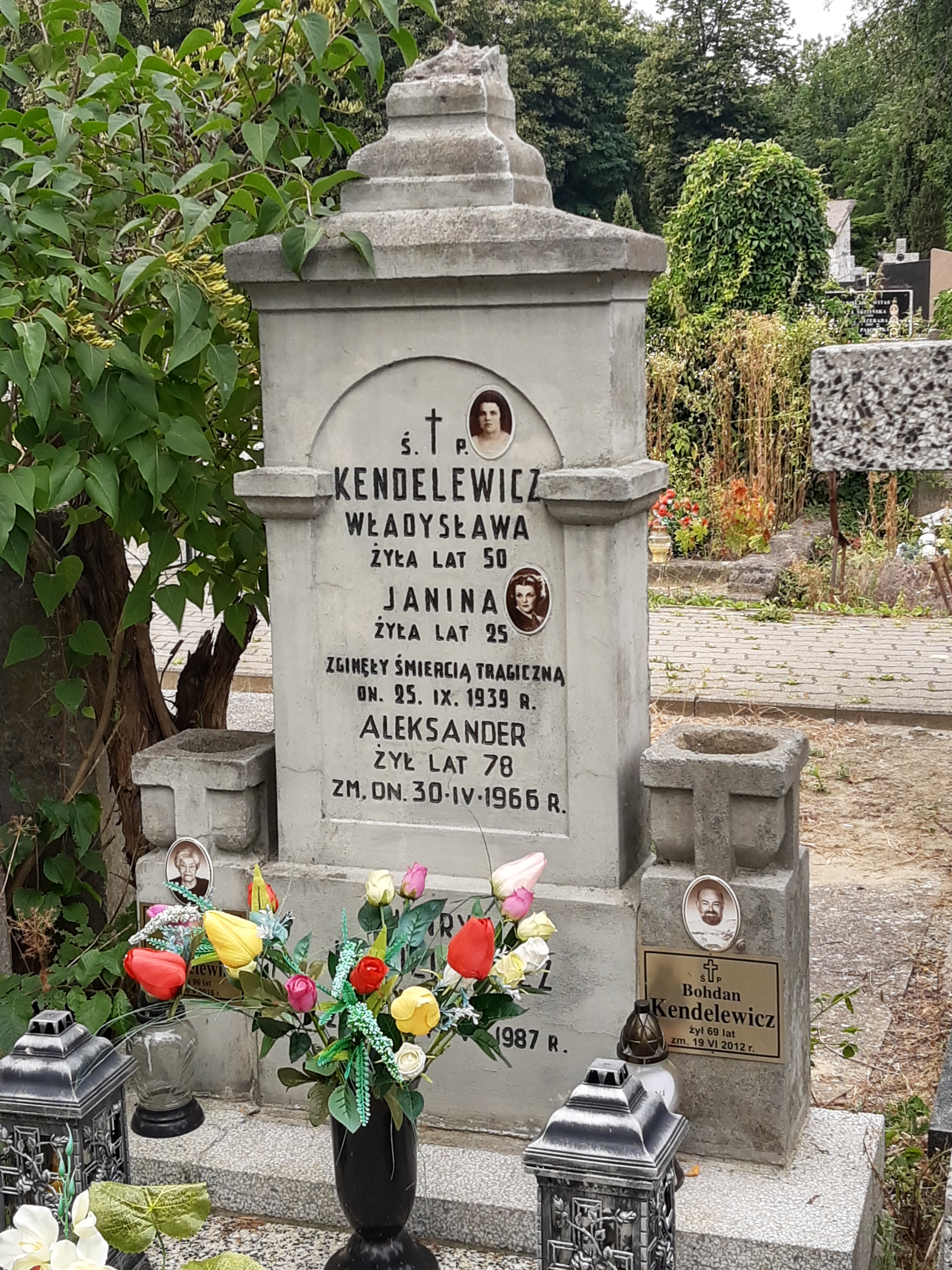
Grób Bohdana Kendelewicza na cmentarzu Bródnowskim

W lecie 1962 roku jako gitarzysta i jednocześnie uczeń warszawskiego Liceum Ogólnokształcącego założył z kolegą z tej samej klasy i również gitarzystą Krzysztofem Bańkowskim zespół Big Beat Sextet, który pozostawił po sobie dwie płyty czwórki (EP) Tańczymy madisona i Tańczymy twista, pocztówkę dźwiękową (grudzień 1962) i kilka nagrań radiowych (1963). W październiku 1963 roku po wrześniowych koncertach na obozie studenckim w Mielnie, grupa przekształca się w Tajfuny (Bohdan Kendelewicz – gitara, Krzysztof Bańkowski – gitara, Zbigniew Antoszewski – gitara basowa, Mirosław Bednarski – perkusja), której gitarzysta liderował i był kompozytorem większości jej repertuaru. Wkrótce staje się ona najważniejszym polskim zespołem instrumentalnym i jako pierwszy warszawski wykonawca rock and rollowy zyskuje popularność w całym kraju (I miejsce w plebiscycie miesięcznika Jazz na najpopularniejszych wykonawców 1964 roku, wyprzedzając Niebiesko-Czarnych). Gdy moda na twista już się skończyła, podstawowy repertuar Tajfunów stanowiły odtąd popularne w tamtych latach przeboje gitarowe z repertuaru The Shadows, The Ventures i piosenki Cliffa Richarda. Solistami zespołu byli: Janusz Godlewski (1963), Piotr Miks (koniec 1963), Jerzy Florczyk (1966), Wojciech Gąssowski (1966-1967) i Maciej Kossowski (koniec 1966-1967), ponadto w latach 1965–1967 zespół nagrywał z mniej lub bardziej przypadkowymi wykonawcami popowymi, a byli to m.in.: Piotr Szczepanik, Czesław Niemen, Helena Majdaniec, Krystyna Konarska, Maria Dąbrowska, Juliusz Wystup, Mieczysław Wojnicki, Bohdan Łazuka, żeńskie zespoły wokalne Alibabki, Siostry Panas, Meteory (jedną z wokalistek była Liliana Urbańska) i wielu innych wykonawców. Ponadto od wiosny do jesieni 1965 roku muzycy zespołu występowali i nagrywali pod nazwą Ricercar 64. Tego typu kooperacje i działania były konsekwencją współpracy z Andrzejem Korzyńskim i jego Młodzieżowym Studiem „Rytm”. W 1966 roku Tajfuny (B. Kendelewicz – gitara, K. Bańkowski – gitara, Z. Antoszewski – gitara basowa, Jerzy Tumidajski – perkusja) wystąpiły jako fikcyjny zespół młodzieżowy Żywioły w komedii w reż. Jana Rutkiewicza, pt. Kochajmy syrenki (premiera: 25 kwietnia 1967). W pierwszych tygodniach 1968 roku po wykrystalizowaniu się nowego składu Tajfunów powstają Bizony, których liderem zostaje Zbigniew Bizoń, nota bene członek Tajfunów od grudnia 1966 roku. Styl nowej grupy, której skład poszerzono o sekcję instrumentów dętych, zbliżony był do soulowych Akwarel. Zespół zadebiutował 12 marca 1968 r. w Telewizyjnej Giełdzie Piosenki, wykonując utwór pt. Lepiej późno niż wcale i zdobywając w konkursie I nagrodę. W styczniu 1969 roku Bizony nagrały swój jedyny album, zatytułowany To ziemia i wylansowała kilka przebojów, przede wszystkim skomponowany przez Kendelewicza przebój Spacer dziką plażą (Radiowa Piosenka Miesiąca – czerwiec 1969). Gdy w styczniu 1970 roku odszedł główny wokalista zespołu Stan Borys, muzycy grupy rozpoczęli współpracę ze Zdzisławą Sośnicką. Wraz z dołączeniem do gitarzysty Mirosława Męczyńskiego i odejściem Krzysztofa Bańkowskiego, Kendelewicz zostaje gitarzystą basowym. Niezbyt długo, ponieważ zespół zostaje rozwiązany latem 1970 roku. Zarówno Tajfuny, jak i Bizony pozostawiły po sobie dużo nagrań radiowych i płytowych. Z końcem roku 1970 warszawski muzyk, nadal w charakterze basisty rozpoczyna współpracę z zespołem Wiatraki pod kier. Ryszarda Poznakowskiego, lecz i on wkrótce uległ rozwiązaniu. Na przełomie stycznia i lutego 1971 roku Poznakowski założył nowy zespół, w którego składzie Kendelewicz również był obecny. Formacja wystąpiła w imprezie Karnawałowy Poznań nocą i dokonała nagrań radiowych. Na bazie tej grupy, we wrześniu 1971 r. jej były członek Jerzy Grunwald powołał do życia również z udziałem Kendelewicza, zespół En Face. Muzyk nagrał wraz z zespołem jego debiutancką płytę czwórkę pt. O zachodzie, zarejestrował piosenki na kompilacyjny longplay To pejzaż mojej ziemi i nagrywał utwory w Polskim Radio w Warszawie, które ukazały się na płycie Na tych samych ulicach. Niepublikowane nagrania z lat 1971–1975 (2016) (na rynku ukazał się także singel z dwoma utworami z EP-ki i kilka pocztówek dźwiękowych). W marcu 1973 roku nagrał również debiutancki album formacji pt. Jerzy Grunwald & En Face,, a w połowie roku opuścił grupę. W latach osiemdziesiątych był basistą w zespole Omni. Formacja ta, której liderem był Zdzisław „Pilek” Surowiec, akompaniowała wokalistom podczas tras koncertowych i zapewniała oprawę muzyczną podczas występów aktorskich. Ponadto B. Kendelewicz (gitara) i Z. Surowiec (obój) pracowali na etatach orkiestrowych w Teatrze Komedia i grali w zespole towarzyszącym artystom programu estradowego Właśnie leci kabarecik Olgi Lipińskiej. Po rozwiązaniu orkiestry w Teatrze Komedia i skończeniu się angażu u Olgi Lipińskiej, gitarzysta wycofał się ze sceny muzycznej. W czasie swojej długoletniej kariery kilkakrotnie wystąpił na KFPP w Opolu i miał na swym koncie liczne trasy koncertowe w kraju, jak i za granicą (ZSRR, Czechosłowacja, Bułgaria, NRD, RFN, Austria). Do powrotu na scenę namówił go Piotr Miks, który od końca lat 80. organizował muzyczne imprez wspomnieniowe, przypominając warszawskich muzyków rock and rollowych z lat 60. 24 maja 1996 roku reaktywowane Tajfuny wystąpiły w klubie Stodoła podczas koncertu, zatytułowanego Warszawski rock and roll lat 60. Z brzytwą na poziomki (został on częściowo udokumentowany na krążku Warszawski Rock & Roll. Live in Concert), zaś lider zespołu wystąpił w audycji Dariusza Michalskiego w Polskim Radiu Bis i opowiedział historię warszawskiego mocnego uderzenia. Kolejne występy zespołu miały miejsce w: Centrum Łowicka (1997) i w Sali Kongresowej (1999). Bohdan Kendelewicz zmarł 19 czerwca 2012 roku w Warszawie. Został pochowany na cmentarzu Bródzieńskim (kwatera 28H-5-10). W 2023 roku nakładem wydawnictwa Kameleon Records ukazał się dwupłytowy album zatytułowany Sezam otwarty. Nagrania instrumentalne z lat 1964–1967 na którym znalazły się wszystkie odnalezione w archiwach nagrania instrumentalne zespołu Tajfuny, a także dodatki w postaci nagrań Big Beat Sextetu i Zespołu Zbigniewa Antoszewskiego.